# Abū ʿAlī Ismāʿīl b. al-Qāsim
Abū ʿAlī Ismāʿīl b. al-Qāsim (Malazgirt, 901 – Cordova, 967) è stato un filologo arabo noto già ai contemporanei per l'opera Kitāb al-Amālī (libro dei dettati).